# Chegongzhuang
Chegongzhuang (in cinese: 车公庄站S, Chēgōngzhuāng zhànP) è una stazione della linea 2 e della linea 6 della metropolitana di Pechino.
Attualmente in costruzione, entro il 2025 dovrebbe essere inaugurata la stazione della linea 13A, secondo i piani previsti. Una volta aperta, permetterà l’interscambio con l’attuale stazione della linea 2 e linea 6.

## Storia

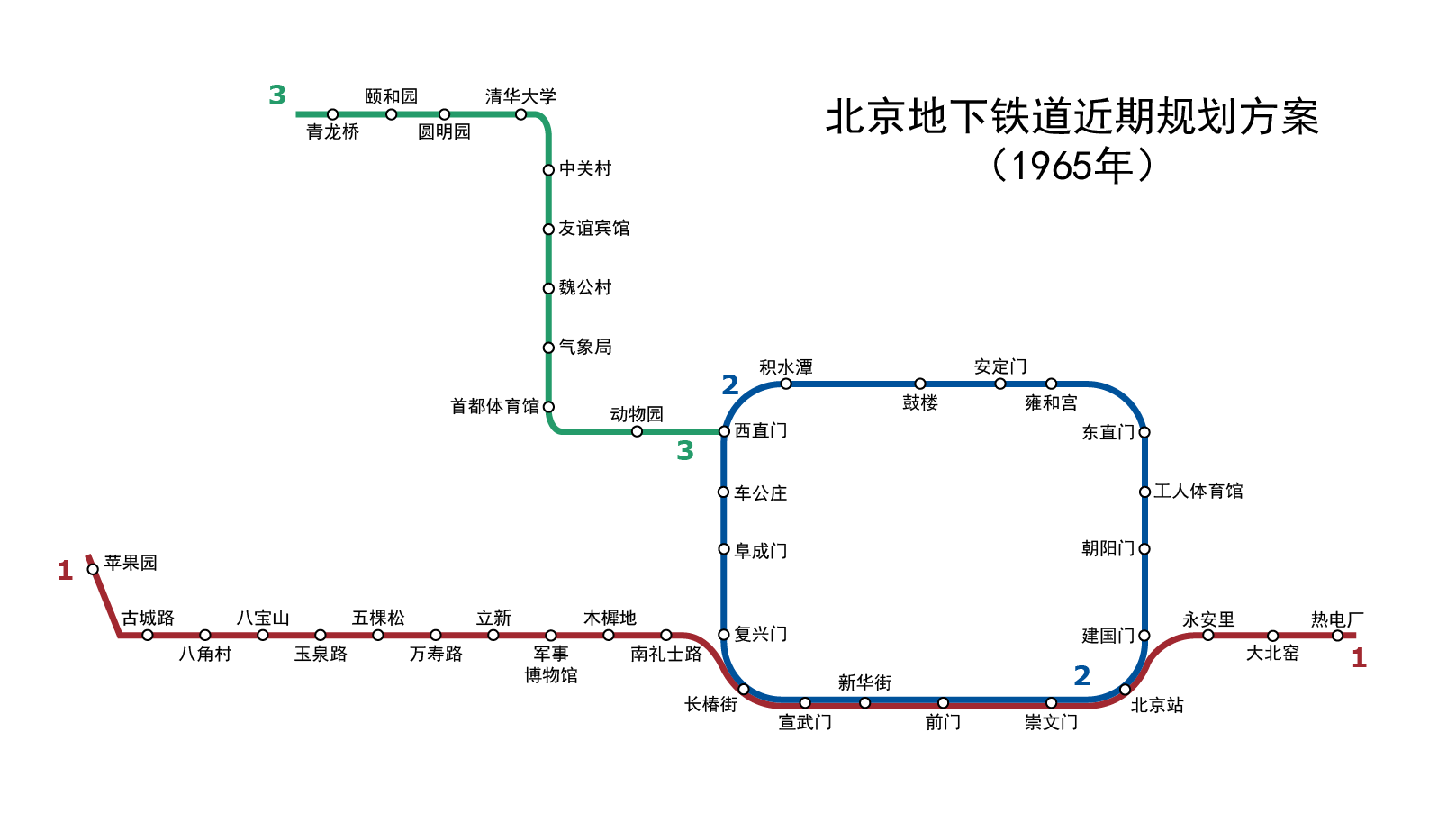
Progetto della metropolitana di Pechino al 1965. Il percorso rosso indica l'attuale linea 1, mentre quello blu la linea 2.

### Linea 2
Nel 1965, il Comitato Centrale del Partito Comunista Cinese approvò il Rapporto sulla costruzione della metropolitana di Pechino, che definiva chiaramente il piano per realizzare le prime stazioni della metropolitana, tra cui la stazione di Chegongzhuang.
Il 15 gennaio 1971 aprì al pubblico la prima fase della metropolitana di Pechino, nella tratta tra la stazione di Gongzhufen e la stazione ferroviaria di Pechino Centrale (oggi parte della linea 2). La stazione di Chegongzhuang non era stata inserita nei progetti della fase precedente, ma in quella definita "seconda fase della metropolitana di Pechino". Infatti, nel marzo successivo iniziarono i lavori di costruzione della stazione di Chegongzhuang, inserita appunto nella pianificazione della seconda fase della metropolitana di Pechino.
Il 20 settembre 1984 la stazione fu ufficialmente aperta al pubblico, entrando in funzione come stazione della linea della seconda fase (oggi linea 2). La linea operava lungo il secondo anello ferroviario nella sua sezione occidentale, settentrionale e orientale con un percorso a forma di "ferro di cavallo" e copriva il tratto tra le stazioni di Fuxingmen e Jianguomen, con un totale di 12 fermate e una lunghezza di 16,1 km.
Il 1° gennaio 2002 la "linea della seconda fase della metropolitana di Pechino" viene ufficialmente ridenominata linea 2.

### Linea 6
Nell'ottobre 2007 vennero pubblicati i progetti del tragitto della futura linea 6 della metropolitana di Pechino, inserendo anche la stazione di Chegongzhuang nella pianificazione della fase I della linea. I lavori di costruzione della stazione di Chegongzhuang della linea 6 sono stati avviati l'8 dicembre successivo.
5 anni dopo, il 30 dicembre 2012, la stazione della linea 6 è stata inaugurata al pubblico, consentendo l'interscambio con la linea 2.

### Sviluppi futuri: linea 13A
Il 22 novembre 2018, la Commissione municipale di Pechino per la pianificazione e le risorse naturali ha avviato una consultazione pubblica della durata di 30 giorni sul progetto di suddivisione della linea 13 in due linee separate, temporaneamente definite Linea 13A e Linea 13B. In base ai piani presentati, Chegonzhuang sarà una nuova stazione che insisterà sul tracciato della linea 13A.
I lavori di costruzione della stazione di Chegongzhuang della linea 13A sono stati avviati il 20 aprile 2024. In base ai piani previsti, la linea 13A e le sue stazioni dovrebbero essere inaugurate entro il 2025.

## Posizione

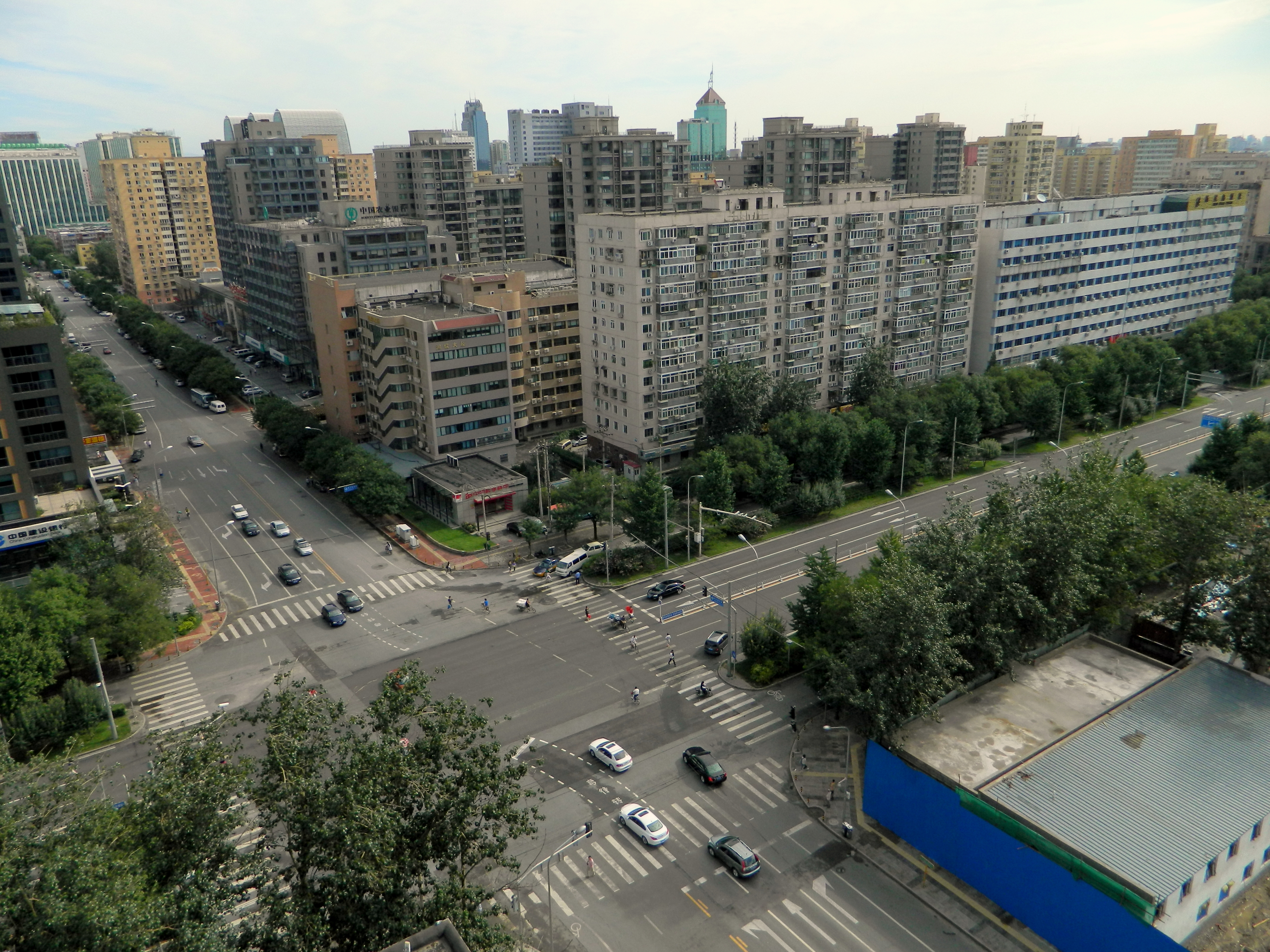
L'area in cui sorge la stazione.

La stazione di Chegongzhuang si trova nel distretto di Xicheng, all'estermità occidentale del centro di Pechino. La stazione è stata costruita all’incrocio tra il secondo anello autostradale di Pechino e il Viale Ping’an, nel tratto tra Chegongzhuang Road e Ping’anli West Road. La stazione della linea 2 è disposta lungo il secondo anello, mentre quella della linea 6 è stata costruita perpendicolarmente a quest'ultimo.

## Struttura e impianti

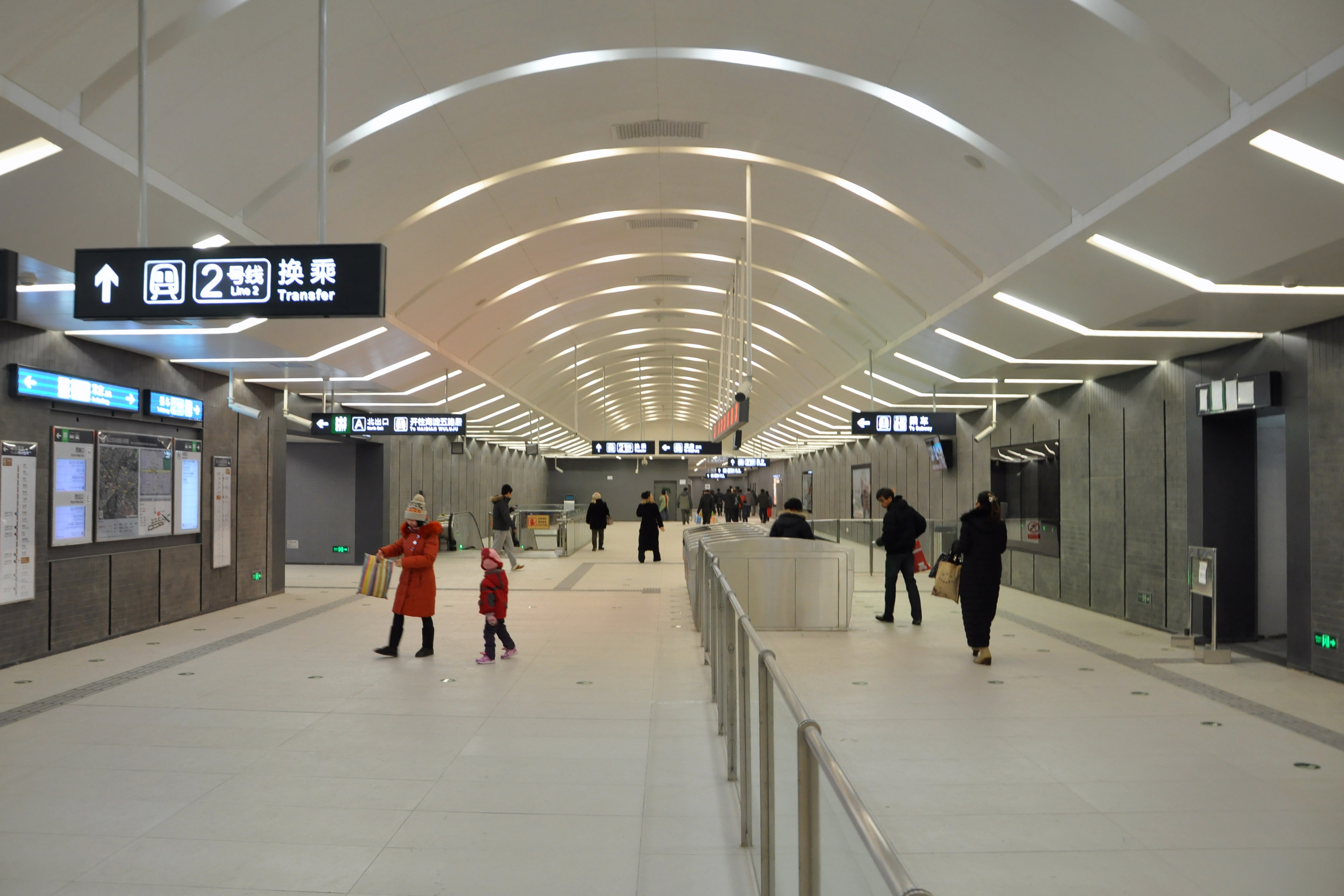
Atrio della stazione della linea 6.

La stazione della linea 2 è una stazione sotterranea su due livelli: il primo livello interrato ospita un atrio separato, mentre il secondo livello interrato è destinato alle banchine, disposte a isola. Nella parte centrale della banchina è presente un ingresso dedicato al collegamento per il cambio linea. La stazione della linea 6 è anch’essa sotterranea su due livelli: il primo livello interrato ospita l’atrio, suddiviso in due sezioni separate a nord e a sud; il secondo livello interrato è costituito da una coppia di banchine a isola separate, collegate tra loro da due corridoi pedonali, con un passaggio di interscambio collocato tra le due banchine.
La stazione di Chegongzhuang adotta una configurazione di interscambio a incrocio. Per passare dalla linea 6 alla linea 2 si utilizzano una serie di corridoi di collegamento e passaggi attraverso l’atrio: i passeggeri accedono dall’atrio della linea 6 ai corridoi laterali che portano all’atrio della linea 2. Al contrario, invece, per passare dalla Llinea 2 alla linea 6, si utilizza un collegamento diretto e i passeggeri scendono direttamente dal corridoio di scambio situato al centro della banchina della linea 2 fino alle banchine della linea 6.
La stazione presenta cinque accessi, indicati con le lettere A, B, C, E e H.

## Servizi
La stazione dispone di:
- Accessibilità per portatori di handicap (solo ingressi C e H)
- Emettitrice automatica biglietti
- Ascensori
- Scale mobili
- Servizi igienici
- Sportello automatico
- Stazione video sorvegliata
- Ufficio polizia

### Orari

#### Linea 2
Essendo una linea circolare, la linea 2 dispone di due percorsi concentrici che operano come segue:
- L'anello interno, da Jishuitan direzione Dongzhimen e Fuxingmen, con tratte ridotte che terminano a Xizhimen.
- L'anello esterno, da Xizhimen direzione Fuxingmen e Dongzhimen, con tratte ridotte che terminano a Jishuitan.

Per il servizio dell'anello interno, la prima corsa da Chegongzhuang parte alle 5:29 mentre l'ultimo treno che esegue il percorso completo è alle 22:57. Per le tratte ridotte, l'ultimo treno con destinazione finale Xizhimen è previsto alle 23:41.
Riguardo l'anello esterno, la prima corsa è alle 5:11 mentre l'ultimo treno che esegue il percorso completo è previsto alle 22:16. L'ultima corsa ridotta fino a Jishuitan parte da Chegongzhuang alle 23:01.

#### Linea 6
Verso Lucheng, capolinea occidentale della linea, il primo treno da Chegongzhuang parte alle 5:35 e termina il servizio alle 22:53. Alcuni convogli effettuano un servizio ridotto fino alla stazione di Caofang, concludendo l'operatività a 00:04. In direzione opposta, verso Jin'anqiao, il servizio per la tratta completa è operativo dalle 5:32 alle 23:46. Alcuni treno, però, percorrono solo la tratta fino a Haidian Wuluju, con l'ultimo treno che ferma alla stazione di Chegongzhuang alle 00:26.

## Interscambi
- Fermata autobus